# All I Want is You
«All I Want is You» (en español: «Todo lo que quiero eres tú») es el cuarto y último sencillo del álbum Rattle and Hum de la banda de rock irlandesa U2. Bono, el vocalista de la banda, dijo que esta canción era una extensión de With or Without You del álbum The Joshua Tree, pero esta canción había sido descartada para el disco, cuando ya había sido grabada.

## Historia
All I Want is You fue editado el 12 de junio de 1989 en Reino Unido. Los lados B (the B-sides) de ese sencillo fueron covers de la canción Unchained Melody de Righteous Brothers, y otra versión de la canción de la banda Love Affair, Everlasting Love. Llegó a ser #4 en los rankings de Reino Unido y #2 en Australia, pero solo llegó a ser #83 en los rankings de Estados Unidos.
Esta canción se hizo popular nuevamente por haber sido empleada como parte de la banda sonora de la película Reality Bites en 1994 cuando fue reeditada donde llegó al #38 de US Top 40 Mainstream charts.

## Lista de canciones
| N.º | Título              | Escritor(es)               | Productor    | Duración |  |
| 1.  | «All I Want is You» | Bono (letras), U2 (música) | Jimmy Iovine | 4:14     |  |
| 2.  | «Unchained Melody»  | North, Hy Zaret            | U2           | 4:52     |  |
| 3.  | «Everlasting Love»  | Mac Gayden, Buzz Cason     | U2           | 3:20     |  |
| 4.  | «All I Want is You» | Bono (letras), U2 (música) | Jimmy Iovine | 6:30     |  |

## Video musical
El director Meiert Avis filmó el video musical en la ciudad de Ostia, en las afueras de Roma, el 18 de abril de 1989.
Escrito por Barry Delvin, el video toma un rumbo cinematográfico inusual para la canción, con la banda haciendo sólo pequeñas apariciones en él. El video cuenta la historia de un enano de papel hecho por Paolo Risi que se enamora de una acróbata de papel hecho por Paola Rinaldi, quien muere al final.
Mientras los fanes estaban en desacuerdo con quien exactamente muere en el video, The Edge se tomó el trabajo de decir que es la acróbata quien muere. El video rinde homenaje a Fellini, quien, al mismo tiempo, estaba filmando su última película, La Voce Della Luna sólo a unos kilómetros de donde estaba el set de U2, y también rinde homenaje a la película Freaks de Tod Browning (1932).

## Interpretación en vivo
All I Want is You fue tocada en casi todas las fechas de 1989 del Lovetown Tour, ocasionalmente, después de Bad, que comparte una considerable similitud musical. Desde entonces apareció en cierto porcentaje en todas las giras siguientes.
En el Zoo TV Tour en 1992 y 1993, fue tocada ciertas veces, como parte del final de Bad, pero a veces Bono tocó una versión muy abreviada de la canción. La versión de 1997 y 1998 del PopMart Tour fue mucho más completa en comparación, y desde entonces tocan la canción entera.
Durante el Elevation Tour (2001), sería la canción anterior a Where The Streets Have No Name. También fue tocada en el Vertigo Tour en el lugar normal de Miracle Drug y cerró algunos conciertos de la 4.ª parte de la gira, en Sudamérica, y cerró la gira en Honolulu en el 9 de diciembre de 2006.
Normalmente The Edge usa una Fender Stratocaster para tocar esta canción, pero eventualmente ha usado una Gibson o Epiphone Casino durante las últimas fechas del Vertigo Tour.
También esta canción hizo aparición al final de la película "Contagio" cuando casi la epidemia acababa y la hija del protagonista festeja algo con su novio.

## Versiones del sencillo
MCIsland / CIS422 (UK):
- «All I Want is You» (Single Edit) (4:14)
- «Unchained Melody» (4:52)
- «Everlasting Love» (3:20)

7"Island / IS422 (UK):
- «All I Want is You» (Single Edit) (4:14)
- «Unchained Melody» (4:52)
- «Everlasting Love» (3:20)

12"Island / 12IS422 (UK):
- «All I Want is You» (Single Edit) (4:14)
- «Unchained Melody» (4:52)
- «Everlasting Love» (3:20)

CDIsland / CIDP422 (UK):
- «All I Want is You» (Single Edit) (4:14)
- «Unchained Melody» (4:52)
- «Everlasting Love» (3:20)
- «All I Want is You» (6:30)

## Posiciones en los rankings
| Lista (1989)              | Posición |
| ------------------------- | -------- |
| Australian ARIA Chart     | 2        |
| Canada RPM Top 100        | 67       |
| Dutch MegaCharts          | 12       |
| Irish Singles Chart       | 1        |
| New Zealand Singles Chart | 2        |
| UK Singles Chart          | 4        |
| US Billboard Hot 100      | 83       |
| US Mainstream Rock Tracks | 13       |

| Lista (1994)         | Posición |
| -------------------- | -------- |
| US Top 40 Mainstream | 38       |

| Lista (1989)     | Posición |
| ---------------- | -------- |
| Dutch MegaCharts | 10       |